# Función de Chebyshov
En matemáticas, la función de Chebyshov es alguna de dos funciones relacionadas. La primera función de Chebyshov ϑ(x) o θ(x) se expresa como: 
{\displaystyle \vartheta (x)=\sum _{p\leq x}\log p}
con el sumatorio comprendiendo todos los números primos p menores que x. La segunda función de Chebyshov {\displaystyle \psi (x)} se define como:
{\displaystyle \psi (x)=\sum _{n\leq x}\Lambda (n),}
donde {\displaystyle \Lambda } es la función de von Mangoldt. Se usa frecuentemente la función de Chebyshov en pruebas relacionadas con los números primos, ya que es más fácil de usar que la función contadora de primos, {\displaystyle \pi (x)}. Ambas funciones son asintóticas a {\displaystyle x}, lo cual equivale al teorema de los números primos. 
Ambas funciones se llaman así en recuerdo de Pafnuti Chebyshov.

## Propiedades
Un teorema de Erhard Schmidt asegura que, para cualquier real, positivo K, existen valores de x tal que
{\displaystyle \psi (x)-x<-K{\sqrt {x}}}
y
{\displaystyle \psi (x)-x>K{\sqrt {x}}}
se cumple en infinitas ocasiones. En notación O, podríamos expresar lo anterior como 
{\displaystyle \psi (x)-x\neq O\left({\sqrt {x}}\right).}
Hardy y Littlewood probaron un resultado más fuerte: 
{\displaystyle \psi (x)-x\neq O\left({\sqrt {x}}\log \log \log x\right).}

## Relaciones
La segunda función de Chebyshov puede relacionarse con la primera escribiéndola como
{\displaystyle \psi (x)=\sum _{p\leq x}k\log p}
donde k es el único entero que cumple {\displaystyle p^{k}\leq x} pero {\displaystyle p^{k+1}>x}. Una relación más directa es la dada por
{\displaystyle \psi (x)=\sum _{n=1}^{\infty }\vartheta \left(x^{1/n}\right).}
Nótese que este última suma solo tiene un número finito de sumandos que no se cancelan, ya que 
{\displaystyle \vartheta \left(x^{1/n}\right)=0} para {\displaystyle n>\log _{2}x.}
La segunda función de Chebyshov es el logaritmo del mínimo común múltiplo de los enteros comprendidos entre 1 y n.
{\displaystyle \operatorname {mcm} (1,2,\dots n)=e^{\psi (n)}.}

### Relación con la funciónΠ(x){\displaystyle \Pi (x)}
La función de Chebyshov puede ser relacionada con la función {\displaystyle \pi (x)} de la siguiente manera. Defina
{\displaystyle \Pi (x)=\sum _{n\leq x}{\frac {\Lambda (n)}{\log n}}.}
Entonces 
{\displaystyle \Pi (x)=\sum _{n\leq x}\Lambda (n)\int _{n}^{x}{\frac {dt}{t\log ^{2}t}}+{\frac {1}{\log x}}\sum _{n\leq x}\Lambda (n)=\int _{2}^{x}{\frac {\psi (t)\,dt}{t\log ^{2}t}}+{\frac {\psi (x)}{\log x}}.}
La relación entre {\displaystyle \Pi (x)} y la función contadora de primos, {\displaystyle \pi (x)}, se tiene en la siguiente ecuación
{\displaystyle \Pi (x)=\pi (x)+{\frac {1}{2}}\pi (x^{1/2})+{\frac {1}{3}}\pi (x^{1/3})+\cdots .}
Ciertamente {\displaystyle \pi (x)\leq x}, de manera que la última relación se puede escribir en la forma
{\displaystyle \pi (x)=\Pi (x)+O({\sqrt {x}}).}

### Relación con los primoriales
La primera función de Chebyshov es el logaritmo del primorial de x, denotado por x#:
{\displaystyle \vartheta (x)=\sum _{p\leq x}\log p=\log \prod _{p\leq x}p=\log x\#.}
Esto prueba que el primorial x# es asintóticamente igual a exp((1+o(1))x), donde "o" es el símbolo de Landau (o notación o-pequeña, véase notación O) y junto con el teorema de los números primos, establece un comportamiento asintótico de pn#.

### Relación con la función suavizante
La función suavizante se define como
{\displaystyle \psi _{1}(x)=\int _{0}^{x}\psi (t)\,dt.}
Se puede demostrar que 
{\displaystyle \psi _{1}(x)\sim {\frac {x^{2}}{2}}.}

## Una fórmula exacta
En 1895, Hans Carl Friedrich von Mangoldt halló una expresión explícita para {\displaystyle \psi (x)}, que contiene una suma sobre los ceros no triviales de la función zeta de Riemann:
{\displaystyle \psi _{0}(x)=x-\sum _{\rho }{\frac {x^{\rho }}{\rho }}-{\frac {\zeta '(0)}{\zeta (0)}}-{\frac {1}{2}}\log(1-x^{-2}).}
donde {\displaystyle \rho } recorre todos los ceros no triviales de la función zeta, y
{\displaystyle \psi _{0}(x)={\begin{cases}\psi (x)-{\frac {1}{2}}\Lambda (x)&x=p^{m}{\mbox{, }}p{\mbox{ primo, }}m{\mbox{ natural}}\\\psi (x)&{\mbox{en caso contrario.}}\end{cases}}}
En la serie de Taylor para el logaritmo, el último término de la fórmula explícita puede ser interpretado como el sumatorio de {\displaystyle -x^{\omega }/{\omega }} sobre todos los ceros no triviales de la función zeta, {\displaystyle \omega =-2,-4,-6,\ldots }, es decir,
{\displaystyle \sum _{k=1}^{\infty }{\frac {x^{2k}}{2k}}={\frac {1}{2}}\log(1-x^{-2}).}

## Comportamiento asintótico
Pierre Dusart probó los siguientes comportamientos asintóticos para las funciones de Chebyshov:
{\displaystyle \vartheta (p_{k})\geq k\left(\ln k+\ln \ln k-1+{\frac {\ln \ln k-2.0553}{\ln k}}\right)} para k' ≥ exp(22)
{\displaystyle \vartheta (p_{k})\leq k\left(\ln k+\ln \ln k-1+{\frac {\ln \ln k-2}{\ln k}}\right)} para k ≥ 198
{\displaystyle \psi (p_{k})\leq k\left(\ln k+\ln \ln k-1+{\frac {\ln \ln k-2}{\ln k}}\right)+1.43{\sqrt {x}}} para k ≥ 198
{\displaystyle |\vartheta (x)-x|\leq 0,006788{\frac {x}{\ln x}}} para x ≥ 10.544.111
{\displaystyle |\psi (x)-x|\leq 0,006409{\frac {x}{\ln x}}} para x ≥ exp(22)
{\displaystyle \psi (x)-\vartheta (x)<0,0000132{\frac {x}{\ln x}}} para x ≥ exp(30)
Estas anteriores, junto con {\displaystyle \psi (x)\geq \vartheta (x)}, dan una buena caracterización de estas dos funciones.

## Aplicación a la formulación variacional
La función de Chebyshov evaluada en x = exp(t) minimiza el funcional 
{\displaystyle J[f]=\int _{0}^{\infty }{\frac {f(s)\zeta '(s+c)}{\zeta (s+c)(s+c)}}\,ds-\int _{0}^{\infty }\!\!\!\int _{0}^{\infty }e^{-st}f(s)f(t)\,ds\,dt,}
entonces
{\displaystyle f(t)=\psi (e^{t})e^{-ct},\,}
para c > 0.